# Adesmia laxa
Adesmia laxa es una especie de planta floral del género Adesmia, categorizada en la tribu Dalbergieae, de la familia Fabaceae.

## Distribución
Especie nativa de Chile. Crece en el bioma templado.

## Taxonomía
Fue descrita por Clos y publicada en C.Gay, Fl. Chil. 2: 162 (1847).